# Lijst van voetbalinterlands China - Oekraïne (vrouwen)
Deze lijst van voetbalinterlands is een overzicht van alle officiële voetbalinterlands tussen de nationale vrouwenteams van China en Oekraïne. De landen hebben tot nu toe één keer tegen elkaar gespeeld.

## Wedstrijden
| № | Plaats | Datum           | Competitie                                    | Wedstrijd        | Uitslag |
| - | ------ | --------------- | --------------------------------------------- | ---------------- | ------- |
| 1 | Foshan | 24 januari 2017 | Four Nations Women's Football Tournament 2017 | Oekraïne − China | 0 − 5   |

## Samenvatting
| Competitie                               | Totaal gespeeld | Winst China | Gelijk | Winst Oekraïne | Doelsaldo China – Oekraïne |
| ---------------------------------------- | --------------- | ----------- | ------ | -------------- | -------------------------- |
| Four Nations Women's Football Tournament | 1               | 1           | 0      | 0              | 5 − 0                      |
| Totaal                                   | 1               | 1           | 0      | 0              | 5 − 0                      |

CFA · A-internationals · Chinees mannenelftal
1986 – 1989 · 1991 – 1999 · 2000 – 2009 · 2010 – 2019 · 2020 – 2029
Argentinië ·
Australië ·
Brazilië ·
Canada ·
Chili ·
Colombia ·
Costa Rica ·
Denemarken ·
Duitsland ·
Engeland ·
Filipijnen ·
Finland ·
Frankrijk ·
Ghana ·
Guam ·
Guatemala ·
Haïti ·
Hongarije ·
Hongkong ·
Ierland ·
IJsland ·
India ·
Indonesië ·
Iran ·
Italië ·
Ivoorkust ·
Japan ·
Joegoslavië ·
Jordanië ·
Kameroen ·
Kazachstan ·
Kroatië ·
Maleisië ·
Mexico ·
Mongolië ·
Myanmar ·
Nederland ·
Nieuw-Zeeland ·
Nigeria ·
Noord-Korea ·
Noorwegen ·
Oekraïne ·
Oezbekistan ·
Portugal ·
Roemenië ·
Rusland ·
Schotland ·
Sovjet-Unie ·
Spanje ·
Tadzjikistan ·
Taiwan ·
Thailand ·
Tsjechië ·
Verenigde Staten ·
Vietnam ·
Wales ·
Zambia ·
Zimbabwe ·
Zuid-Afrika ·
Zuid-Korea ·
Zweden ·
Zwitserland